# 류이스 클라레트
류이스 클라레트(Lluís Claret, 1951년 ~ )는 안도라의 첼로 연주자이다.